# KBS World (Nhật Bản)
KBS World là một kênh truyền hình Nhật Bản được quản lý bởi KBS Nhật Bản, một công ty con của KBS, phục vụ cho người Triều Tiên ở Nhật Bản, cũng như người xem Nhật Bản yêu thích các chương trình giải trí Hàn Quốc. Phát hành vào ngày 1 tháng 4 năm 2006, KBS World phát sóng với hầu hết là tiếng Hàn với phụ đề tiếng Nhật.
Không giống như biến thể KBS World trên thế giới, nó còn có sẵn chương trình HD.

## Liên kết
- Website chính thức